# 海恩山
海恩山（英語：Mount Hayne）是南極洲的山峰，位於麥克羅伯特森地，處於斯庫拉冰川北岸，屬於查爾斯王子山脈的一部分，澳大利亞探險隊根據空中照片繪入地圖，現時由南極條約體系管理。